# Paz de Murviedro
El Tratado de Murviedro o Paz de Murviedro o Paz de Morvedre fue firmada entre Pedro IV de Aragón y Pedro I de Castilla el 2 de julio de 1363 en la ciudad de Murviedro (o Morvedre, la actual Sagunto) dentro de la guerra conocida como la guerra de los Dos Pedros.

## Contexto histórico
Entre 1362-1363 Pedro I de Castilla ocupa parte de los reinos de Aragón y Valencia en «una maniobra militar arrolladora, que significó, entre otras cosas, la pérdida de la soberanía del Ceremonioso sobre todos aquellos territorios hasta el inicio de la guerra civil castellana, en la primavera de 1366.» Con este movimiento el rey castellano transmitía «una evidente fortaleza técnica» al mismo que una nueva estrategia que demostraba «cierta sagacidad diplomática» manifestada mediante la alianza con Carlos II de Navarra.

### Alianza castellano-navarra
Luis de Navarra, ejercía como lugarteniente de Carlos II de Navarra que estaba encarcelado en Francia. Frente a esta guerra, donde los intereses navarros no encontraban razón para intervenir, «había sido de resuelta neutralidad». La propia situación personal del rey navarro en prisión «no era el contexto más adecuado para tomar posición respecto al conflicto peninsular».
En la primavera de 1362 «esta situación cambió con la liberación y el inmediato regreso de Carlos II a Navarra.» En las decisiones de Carlos II todos sus asuntos se filtraban en función de sus aspiraciones al trono de Francia. Por ello encontró una oportunidad en «la antigua enemistad entre las monarquías castellana y francesa, cuya manifestación más reciente la encontramos en el desventurado matrimonio de Pedro I con Blanca de Borbón». Fue la ocasión para un acercamiento entre el rey castellano y el rey navarro que se cristalizó en Estella, el 22 de mayo de 1362 y en Soria, el 2 de junio de 1362, con la «alianza de mutua colaboración frente a terceros» firmada entre ambos, «en la que el rey de Navarra se comprometía a aportar 200 hombres a caballo y 500 a pie.» Esta alianza proporcionaba a Navarra «una medida de protección ante cualquier nueva agresión sufrida desde Francia» y, al mismo tiempo, el rey de Castilla ganaba «un aliado muy útil en el caso de que se retomase la guerra con Aragón.»
Pero realmente, como afirman actualmente «la mayoría de los historiadores» cabe interpretar esta «entrada de Navarra en la guerra de los Dos Pedros como fruto de una hábil estrategia de Pedro I, quien poco menos que habría tendido una trampa a Carlos II.» En esta línea y como mejor ejemplo está la afirmación del historiador Luis Vicente Díaz Martín: “El sorprendido rey navarro no tenía escapatoria. Pedro I había ido acumulando fuerzas en la frontera con la disculpa de la defensa y su negativa podía volver en su contra todo el potencial castellano o cuando menos convertirle en un peligrosísimo enemigo. Navarra no estaba preparada para la lucha, a pesar de lo cual no tuvo más remedio que declarar la guerra al aragonés”.

### Intervención de Navarra en la guerra
Efectivamente en cuestión de semanas reclama el monarca castellano la intervención del navarro y «el rey de Navarra se vio arrastrado contra su voluntad a la guerra que su coyuntural aliado reinició contra Pedro IV de Aragón.» El monarca navarro justificó su intervención en base a la falta de ayuda aragonesa cuando estuvo en prisión en Francia. Para cumplir con su parte, Carlos II montó una rápida acción que se limitó a plazas fuertes cercanas a la frontera navarra: Salvatierra de Esca, Escó y Ruesta. Tras ello se limitó a reforzar las nuevas plazas junto con la frontera con Aragón desde Burgui (Roncal) hasta Cortes y Monteagudo (Ribera de Navarra).
Pero Pedro I de Castilla estaba lejos de tal conformidad. Cuando en la primavera siguiente, de 1363, reanudó las operaciones, sus tropas bordearon por el norte el Moncayo y llegaron hasta la comarca de Tarazona, incluyendo Borja y Magallón en un movimiento que, al mismo tiempo, servía para aumentar la presión sobre su aliado al observar tan cerca de sus fronteras a todo el ejército castellano y buscaba la reunión de tropas de ambos reinos. Por ello, Luis de Navarra reunió el 6 de abril en Tudela toda la tropa desplegada el verano anterior y, para últimar los preparativos, solicitó préstamos a funcionarios reales de la ciudad y a dos docenas de particulares por un total de 600 florines. Aprovisionada la expedición, Luis de Navarra partió de Tudela el 22 de abril y se unió a Pedro I de Castilla.

### Acuerdo secreto navarro-aragonés
Según partían las tropas del infante Luis de Navarra, su hermano Carlos II mantenía en Sos (7-8 de mayo) conversaciones secretas con Pedro IV de Aragón. El rey navarro buscaba liberarse del compromiso adquirido con el rey castellano y aligerar la carga económica y militar que le suponía reforzar la frontera con Aragón. Las gestiones dieron su fruto y las guarniciones de las fortalezas y castillos fronterizos recuperaron la ocupación habitual en tiempos de paz. Mientras que las tropas castellano-navarras, tras una maniobra amenazante sobre Zaragoza con la ocupación de La Almunia de Doña Godina y Cariñena que había inquietado seriamente al rey aragonés, reorientan su ofensiva hacia Teruel hasta asomarse al Mediterráneo en Sagunto (Murviedro). Tras asegurar la zona, el 21 de mayo se plantan delante de Valencia. Los asediados en Valencia, con el conde de Denia al frente, aguantaron ocho días de asedio. Sabedores que el rey aragonés acudía en su socorro «con todas las fuerzas disponibles» y que el ejército castellano había menguado en número al tener que guarnicionar las plazas tomadas, el conflicto entraba en una situación de equilibrio que hizo desistir a Pedro I de la toma de Valencia y optar por replegarse a Murviedro.
Por la iniciativa del abad de Fécamp, colaborador en el pasado de Guido de Boulogne, se entablaron los contactos previos a las negociaciones de paz. Los propios navarros, primeros interesados en tal acuerdo, ejercieron una «eficaz labor mediadora que pronto rindió sus frutos. El infante Luis no dudó en entregarse como rehén en poder del Ceremonioso para que los embajadores aragoneses pudieran pasar al campamento castellano.»

## Firma del tratado
Los negociadores aragoneses fueron Bernardo II de Cabrera y Alfonso de Aragón el Viejo. En la paz se estableció un reparto de territorios y varios matrimonios: «Castilla ofreció como garantía las plazas de Murviedro y Almenara, cuya guarda se encomendó a Martín Enríquez de Lacarra, en nombre del rey de Navarra; Aragón dio Ademuz y Castelfabib, que guardaría el navarro Juan Ramírez de Arellano.»

## Consecuencias
Aunque el tratado suponía una derrota para Aragón, fue Castilla la que se negó a cumplirlo. Cuando el 4 de agosto acudieron a Tudela todas las partes, como se había acordado, Pedro I de Castilla se ausentó y «preparaba más tropas para proseguir el acoso de Aragón.»
El enfrentamiento continuaría con la ayuda de Pedro IV a los rebeldes castellanos de Enrique de Trastámara. El rey castellano no mantuvo lo pactado y emprendió el asedio de Valencia en 1364.
Por su parte Pedro IV de Aragón se atrajo a Carlos II de Navarra que resultaron en unas conversaciones secretas celebradas los días 25 y 26 de agosto en Uncastillo. Todo ello se tradujo en la firma de dos tratados tan magnánimos como irrealizables.